# Reginald Carey Brenton
Reginald Orme Carey  Brenton (Somerset, 22 dicembre 1848 – Ometepec, 18 aprile 1921) è stato un ammiraglio messicano, di origine britannica, considerato il padre della moderna Armada de México.

## Biografia
Nacque nel Somerset il 22 dicembre 1848, figlio di  Adolphus (1824-1900), un pastore anglicano proveniente da una famiglia di importanti nobili di Guernsey e di Harriet Mary Brenton (1824-1886), una rinomata poetessa. All'età di tredici anni, si arruolò nella Royal Navy, venendo promosso tenente il 3 settembre 1872. Oltre alla lingua inglese parlava anche il francese e lo spagnolo. Addetto navale britannico nel corso della guerra del Pacifico da Cile da una parte e Perù e Bolivia dall'altra, contribuì alla risoluzione del conflitto tra Cile e Perù culminata con la firma del trattato di Ancón. Tra il 3 maggio 1883 e il 19 settembre 1885 fu comandante della cannoniera Merlin.
Nel 1885, il presidente Porfirio Diaz decise di dotare il Messico di una moderna marina militare, iniziando dalla formazione degli ufficiali, che allora avveniva in in Spagna e in altri paesi europei. Si rivolse quindi al governo britannico e chiese alla regina Vittoria che uno dei suoi ufficiali fosse distaccato dalla Royal Navy per istruire le prime classi di allievi della neocostituita scuola navale della Marina messicana. La scelta della regina cadde su di lui, che allora aveva il grado di commodoro, e possedeva tutti i requisiti per questo incarico. Fu nominato comandante il 30 giugno 1886. A tal fine fu firmato un contratto per la costruzione di nave scuola, poi corvetta, che portava il nome di Zaragoza, presso i cantieri Société Nouvelle des Forges et Chantiers de la Méditerranée di Le Havre. Il varo della Zaragoza avvenne poi il 9 aprile 1891, e l'unità entrò in servizio il 16 novembre dello stesso anno.  Fu nominato comandante della Zaragoza, sostituendo Ángel Ortiz Monasterio quando la nave arrivò in Messico il 13 febbraio 1892.
In collaborazione con un altro ufficiale messicano, il commodoro Ángel Ortiz Monasterio, addestrò le prime classi di cadetti per 6 anni. La nave scuola aveva base a Vera Cruz o Acapulco ed effettuò poi il giro del mondo. Stabilita la residenza nei dintorni di Acapulco venne nominato primo ammiraglio della Marina messicana. Protestante convinto fin dalla giovinezza, evangelico militante, si trovò immerso in una cultura sconosciuta, ed ottenne la presenza di un cappellano protestante oltre a quello cattolico a bordo della Zaragoza. Iniziò molto rapidamente ad apprezzare gli uomini che incontrava e le popolazioni locali del Messico.
Nel 1906, in un clima politico messicano sempre più travagliato, decise di ritirarsi a vita privata. Divise il suo tempo tra la Gran Bretagna, residenza della sua famiglia, e il Messico, dove servì i missionari della Chiesa Presbiteriana Unita che in quel momento stavano creando una rete di comunità protestanti nella Sierra Madre del Sud, in particolare nello stato di Guerrero, che conosceva bene, sul versante dell'Oceano Pacifico. Aiutò a fondare scuole, trasportò casse di Bibbie sugli asini e divenne un venditore ambulante.
Allo scoppio della prima guerra mondiale nell'agosto 1914, la marina inglese gli chiese di tornare in servizio attivo, ma come il suo collega Salwey, rifiutò qualsiasi incarico operativo per motivi di coscienza. Nel 1915 intraprese un lungo viaggio missionario in Francia. Nel 1916, la Royal Navy lo impiegò nell'ambito delle costruzioni navali, e concluse la guerra con il grado di captain e  di ufficiale di bandiera (brigadiere).
Ritornò in Messico il prima possibile, divenendo agente della Società Biblica e iniziando a percorrere la Sierra Madre a dorso d'asino, di villaggio in villaggio, trasportando scatole di Bibbie. Un improvviso attacco di malaria lo colpì nell'aprile del 1921 mentre attraversava quella che allora era una grande città, Ometepec. Lì morì, lontano dalla sua famiglia, in una locanda, all'età di 72 anni. Un monumento a suo ricordo fu inaugurato il 24 maggio 1962, e una scuola, il Colegio Almirante Reginald Carey Brenton, porta il suo nome.

### Annotazioni
1. ↑  La sua famiglia diede sue ammiragli alla marina britannica, Sir Jahleel Brenton (1729-1802) e Jahleel Brenton (1770-1844), entrambi distintisi nelle guerre napoleoniche.

### Fonti
1. 1 2 3 4 5 6 7 8 9 10 11 12 13 14 15  Jean Yves Carluer.
2. 1 2 3 4 5 6 7 8 9  Costachicanuestra.
3. 1 2 3 4  Dreadnought Project.